# شهرستان اشلند (اوهایو)
شهرستان اشلند، اوهایو (به انگلیسی: Ashland County, Ohio) یک سکونتگاه مسکونی در ایالات متحده آمریکا است که در اوهایو واقع شده‌است.